# Coeficient de Bunsen
| Disssolvent | H₂    | He    | N₂    | O₂    |
| ----------- | ----- | ----- | ----- | ----- |
| aigua       | 0,017 | 0,009 | 0,015 | 0,028 |
| etanol      | 0,080 | 0,028 | 0,130 | 0,143 |
| benzè       | 0,066 | 0,018 | 0,104 | 0,163 |

El coeficient de Bunsen o coeficient d'absorció de Bunsen, simbolitzat per {\displaystyle \alpha }, és un coeficient que expressa la solubilitat d'un gas en un líquid com el volum de gas, mesurat a 0 °C i 101 325 Pa, que és absorbit per la unitat de volum d'un dissolvent a la temperatura de la dissolució quan la pressió parcial del gas sobre la dissolució és de 101 325 Pa. S'expressa com:
{\displaystyle \alpha ={\frac {V_{0}}{Vp}}}on:
{\displaystyle V_{0}} és el volum del gas a 0 °C i 101 325 Pa.
{\displaystyle V} és el volum del dissolvent
{\displaystyle p} és la pressió parcial del gas en atmosferes (1 atm = 101 325 Pa)
Es deu al químic alemany Robert Wilhelm Bunsen (1811-1899) en un treball del 1857.